# Ийв
Ийв Джихан Джефърс (Eve Jihan Jeffers, р. 10 ноември 1978 г. във Филаделфия, Пенсилвания, САЩ), по-известна само като Ийв (англ. Eve), е американска певица с изяви в областта на рапа и киното. Работи за звукозаписната компания „Афтърмат“. В гимназията се подвизава под прозвището Генгста и е член на момичешката група Ийджипт, но по-късно започва солова кариера под името Ийв оф дистракшън. Има връзка с Теодорин Нгуема Обианг, който е син на диктатора в Екваториална Гвинея.

## Кариера
След като работи известно време като стриптизьорка, Ийв се завръща на музикалното поприще с подкрепата на рапъра Мейс. Тя записва песента „Eve of Destruction“, която е избрана за музиката към филма „Булуърт“ (1998) на Уорън Бийти. Нейната звукозаписна компания има финансови проблеми и скоро Ийв остава без звукозаписен договор. Тя обаче се сприятелява с Ди-Ем-Екс и участва в ремикс на неговия хитсингъл „Ruff Ryders Anthem“ от платинения му дебютен албум „It's Dark and Hell is Hot“, както и в други компилации на звукозаписната компания „Ръф Райдърс“. Нейният първи сингъл „What Ya Want“ с участието на Нокио от групата „Дрю Хил“ скоро става хит и след съвместна работа на Ийв с Руутс, Блекстрийт и Джанет Джаксън, почитателите ѝ се увеличават. Дебютният албум „Let There Be Eve...Ruff Ryders First Lady“ има голям успех и едва за втори път хип-хоп албум на певица достига до първото място в класацията Билборд 200 (първата е Фокси Браун).
Последвалият албум „Scorpion“ излиза през 2001 г. и първият сингъл „Who's That Girl“ донася световна слава на Ийв. Вторият сингъл „Let Me Blow Ya Mind“ с Гуен Стефани от „Ноу Даут“ става хит в поп музиката и достига втора позиция в класацията Билборд горещи 100. Песента печели награда „Грами“ за най-добро сътрудничество с рап изпълнител, а „Scorpion“ става платинен.
Третият албум „Eve-Olution“ излиза през лятото на 2002 г. и достига 6-о място в класацията на „Билборд“. Първият сингъл от албума „Gangsta Lovin'“ с Алиша Кийс се изкачва до 2-ра позиция. Вторият и последен сингъл „Satisfaction“ няма голям успех. Ийв приключва годината с договор с „Юнайтед Парамаунт Нетуърк“ за роля в сериал за модна дизайнерка, озаглавен „Ийв“, и с участие в сингъла на Мери Джей Блайдж „Not Today“.
През 2005 г. певицата участва в хита на Гуен Стефани „Rich Girl“, който достига 7-о място в „Билборд горещи 100“ през март 2005 г. През същата година тя участва в ремикс на сингъла на Амери „1 Thing“ от музиката към филма „Хич“.
Сега Ийв работи върху четвъртия си албум за звукозаписните компании „Афтърмат Ентъртейнмънт“ и „Фул Сърфис“ (все още има договор с „Ръф Райдърс“ и с тяхната мениджърска компания). Плочата вероятно ще включва изпълнения на Доктор Дре, Суис Бийтс и Скот Сторч, както и гост-изпълнения на Ти-Ай, Адам Лавин от „Марун Файв“ и Шакира.
Ийв участва в „Трите хикса“ (2002) с Вин Дизел, в „Бръснарницата“ (2002) и „Бръснарницата 2“ (2004) с Айс Кюб, в „Купон на открито“ (2004) с Куийн Латифа и Меган Гуд и в „Дърводелецът“ (2004) с Кевин Бейкън.

## Дискография

### Албуми
- „Ruff Ryders' First Lady“ (1999) 1-во място в САЩ (два платинени)
- „Scorpion“ (2001) 4-то място в САЩ (платинен)
- „Eve-Olution“ (2002) 6-о място в САЩ (златен)

### Сингли
| Година | Заглавие                                            | Място в класациите   | Място в класациите       | Място в класациите | Място в класациите | Албум                    |
| Година | Заглавие                                            | „Билборд горещи 100“ | „Ар-Ен-Би/хип-хоп песни“ | „Горещи рап песни“ | „Британски сингли“ | Албум                    |
| ------ | --------------------------------------------------- | -------------------- | ------------------------ | ------------------ | ------------------ | ------------------------ |
| 1999   | „What Ya Want“ (с участието на Нокио от Дрю Хил)    | -                    | -                        | -                  | -                  | „Ruff Ryder' First Lady“ |
| 1999   | „Gotta Man“                                         | 26-о място           | 10-о място               | 18-о място         | -                  | „Ruff Ryder' First Lady“ |
| 1999   | „Love Is Blind“ (с участието на Фейт Ивънс)         | 34-то място          | 11-о място               | -                  | -                  | „Ruff Ryder' First Lady“ |
| 2000   | „Got It All“                                        | -                    | -                        | -                  | -                  | „Ruff Ryder' First Lady“ |
| 2001   | „Who's That Girl“                                   | 47-о място           | 16-о място               | 5-о място          | 6-о място          | „Scorpion“               |
| 2001   | „Let Me Blow Ya Mind“ (с участието на Гуен Стефани) | 2-ро място           | 6-о място                | 10-о място         | 4-то място         | „Scorpion“               |
| 2002   | „Gangsta Lovin'“ (с участието на Алиша Кийс)        | 2-ро място           | 2-ро място               | 2-ро място         | 6-о място          | „Eve-Olution“            |
| 2003   | „Satisfaction“                                      | 27-о място           | 22-ро място              | 8-о място          | 20-о място         | „Eve-Olution“            |

### Гост-участия
| Година | Заглавие                                               | Място в класациите | Място в класациите     | Място в класациите | Място в класациите | Албум                       |
| Година | Заглавие                                               | Билборд горещи 100 | Ар-Ен-Би/хип-хоп песни | Горещи рап песни   | Британски сингли   | Албум                       |
| ------ | ------------------------------------------------------ | ------------------ | ---------------------- | ------------------ | ------------------ | --------------------------- |
| 1999   | „You Got Me“ („Руутс“ с участието на Ерика Баду и Ийв) | 39-о място         | 11-о място             | 19-о място         | -                  | „Things Fall Apart“         |
| 2002   | „Caramel“ (ремикс) („Сити Хай“ с участието на Ийв)     | 18-о място         | 9-о място              | -                  | 9-о място          | „City High“                 |
| 2003   | „Not Today“ (Мери Джей Блайдж с участието на Ийв)      | 41-во място        | -                      | -                  | 40-о място         | „Love & Life“               |
| 2005   | „Rich Girl“ (Гуен Стефани с участието на Ийв)          | 7-о място          | 78-о място             | -                  | 4-то място         | „Love. Angel. Music. Baby.“ |
| 2005   | „1 Thing“ (ремикс) (Амери с участието на Ийв)          | 8-о място          | 1-во място             | -                  | 4-то място         | „Touch“                     |

## Награди
- Спечелени награди „Грами“: 2
- Номинации за награди „Грами“: 5

| Година | Категория                                  | Жанр | Заглавие              | Резултат   |
| ------ | ------------------------------------------ | ---- | --------------------- | ---------- |
| 1999   | Най-добро рап изпълнение от дует или група | Рап  | „You Got Me“          | спечелена  |
| 2002   | Най-добро сътрудничество с рап изпълнител  | Рап  | „Let Me Blow Ya Mind“ | спечелена  |
| 2002   | Най-добър рап албум                        | Рап  | „Scorpion“            | номинирана |
| 2003   | Най-добро женско солово рап изпълнение     | Рап  | „Satisfaction“        | номинирана |
| 2006   | Най-добро сътрудничество с рап изпълнител  | Рап  | „Rich Girl“           | номинирана |